# رومن موتیه آنوی
شهر رومن موتیه آنوی  در بخش اورب  در ایالت وو در کشور سوئیس  واقع شده‌است که 400 نفر جمعیت دارد.